# Cameron Stones
Cameron Stones, noto Cam (Whitby, 5 gennaio 1992) è un ex bobbista canadese.

## Biografia
Cresciuto sportivamente presso l'Università McMaster di Hamilton, prima di dedicarsi al bob Stones ha praticato il rugby a 15, capitanando la sua nazionale al Trofeo World Rugby Under-20 nel 2012. 
Compete nel bob dal 2015 come frenatore per la squadra nazionale canadese, debuttando in Coppa Nordamericana a gennaio dello stesso anno e successivamente anche in Coppa Europa a dicembre del 2018.
Esordì in Coppa del Mondo nella stagione 2015/16, il 9 gennaio 2016 a Lake Placid, piazzandosi al dodicesimo posto nel bob a quattro pilotato da Chris Spring; centrò il suo primo podio il 17 dicembre 2016 ancora una volta a Lake Placid, dove fu terzo nel bob a quattro e sempre con Spring alla guida della slitta; centrò la sua prima vittoria il 16 febbraio 2019 a Lake Placid, imponendosi nella gara a quattro con Justin Kripps, Ryan Sommer e Benjamin Coakwell.
Ha partecipato ai Giochi olimpici invernali di Pyeongchang 2018, piazzandosi al dodicesimo posto nel bob a quattro con Nick Poloniato a condurre l'equipaggio.
Prese inoltre parte a cinque edizioni dei campionati mondiali, conquistando un totale di due medaglie. Nel dettaglio i suoi risultati nelle prove iridate sono stati, nel bob a due: medaglia d'argento a Whistler 2019 in coppia con Justin Kripps, undicesimo ad Altenberg 2020 e decimo ad Altenberg 2021; nel bob a quattro: tredicesimo a Schönau am Königssee 2017, medaglia di bronzo a Whistler 2019 con Justin Kripps, Ryan Sommer e Benjamin Coakwell, non partito nella terza manche ad Altenberg 2020 e quinto ad Altenberg 2021; nella gara a squadre: undicesimo a Innsbruck 2016 e ottavo a Schönau am Königssee 2017.

## Palmarès

### Mondiali
- 2 medaglie:
  - 1 argento (bob a due a Whistler 2019);
  - 1 bronzo (bob a quattro a Whistler 2019).

### Coppa del Mondo
- 21 podi (9 nel bob a due, 12 nel bob a quattro):
  - 4 vittorie (tutte nel bob a quattro);
  - 5 secondi posti (2 nel bob a due, 3 nel bob a quattro);
  - 12 terzi posti (6 nel bob a due, 6 nel bob a quattro).

#### Coppa del Mondo - vittorie
| Data             | Luogo        | Paese       | Disciplina                                                            |
| ---------------- | ------------ | ----------- | --------------------------------------------------------------------- |
| 16 febbraio 2019 | Lake Placid  | Stati Uniti | a quattro con Justin Kripps (pilota), Ryan Sommer e Benjamin Coakwell |
| 14 dicembre 2019 | Lake Placid  | Stati Uniti | a quattro con Justin Kripps (pilota), Ryan Sommer e Benjamin Coakwell |
| 15 dicembre 2019 | Lake Placid  | Stati Uniti | a quattro con Justin Kripps (pilota), Ryan Sommer e Benjamin Coakwell |
| 2 febbraio 2020  | Sankt Moritz | Svizzera    | a quattro con Justin Kripps (pilota), Ryan Sommer e Benjamin Coakwell |

### Circuiti minori

#### Coppa Europa
- 4 podi (1 nel bob a due, 3 nel bob a quattro):
  - 3 vittorie (1 nel bob a due, 2 nel bob a quattro);
  - 1 secondo posto (nel bob a quattro).

#### Coppa Nordamericana
- 11 podi (5 nel bob a due, 6 nel bob a quattro):
  - 6 vittorie (2 nel bob a due, 4 nel bob a quattro);
  - 3 secondi posti (2 nel bob a due, 1 nel bob a quattro);
  - 2 terzi posti (1 nel bob a due, 1 nel bob a quattro).